# Lanac
 Ovo je glavno značenje pojma Lanac. Za druga značenja pogledajte Lanac (razdvojba).
Lanac, u tehnici, je niz gibljivo povezanih čeličnih dijelova koji, nalik užetu, služi za prijenos snage, vezivanje, vješanje tereta i drugo. Člankasti lanac sastavljen je od kovanih karika (članaka) okrugla presjeka, koje imaju slobodu kretanja u svim smjerovima. Članci kovani u ukovnju jednakih su izmjera i koraka, pa se tako izrađen lanac naziva kalibriranim. Za veća opterećenja, na primjer na sidrenim lancima velikih brodova, primjenjuju se karike s prečkama. 
Zglobni lanac sastavljen je od dvaju ili više usporednih nizova čeličnih pločica, međusobno vezanih zaticima (osovinicama). Takvi su na primjer Gallov i zubni lanac; pokretni su samo u uzdužnome smjeru, a primjenjuju se za prijenos snage u strojevima i uređajima, gdje zbog udaljenosti među vratilima nije moguće primijeniti zupčanike (lančani prijenos). Za prijenos vrlo velikih snaga izrađuje se višestruki (dvostruki ili trostruki) zglobni lanac. Vrsta je zglobnog lanca i rezni lanac pila lančanica (motorna pila). Žičani i kukasti lanac služi na primjer kao ukrasni osigurač čepa na sanitarijama i slično.

## Vrste lanaca za lančani prijenos
Svaki je lanac niz međusobno gibljivo spojenih dijelova - članaka. Postoji razmjerno veliki broj različitih članaka i zbog toga različite vrste lanaca. Za prijenos snage prikladni su samo takozvani pogonski lanci, koji se za razliku od ostalih, takozvanih teretnih i vučnih izrađuju vrlo precizno. Teretni lanci služe za zavješenje i dizanje, a vučni lanci za prijenos (transport) tereta. Prvi su važni dijelovi prenosila i dizala, a drugi prevoznih (transportnih) strojeva, kao što su elevatori, konvejeri (pokretna traka), eskalatori. Među ovim lancima najvažniji su normalni, člankasti, kalibrirani i takozvani Gallovi zglobni lanci. Dopustive brzine gibanja prvih dosežu do 1 m/s. Gallovi lanci mnogo se upotrebljavaju u praksi. Izrađuju se za nosivosti do 30 tona i brzine gibanja do 0,3 m/s. Spojnice (lamele) su okretljivo smještene na svornjacima. Uska površina nalijeganja spojnice na svornjak omogućuje brzine samo do 0,5 m/s. Izrađuju se i s više spojnica za dizala i dizalice.

### Podjela
Kao pogonski lanci upotrebljavaju se, zavisno od opterećenja i obodne brzine, razne vrste zglobnih lanaca, dok člankasti lanci dolaze u obzir samo za dizanje tereta. Od zglobnih lanaca najčešći su:
- Lanci s čeličnim svornjacima (DIN 654), rađeni od temper-lijeva, s korakom od 32 do 150 mm, za vlačne sile od 1 500 do 12 000 N. Upotrebljavaju se kod poljoprivrednih strojeva i transportnih uređaja;
- Rastavljivi zglobni lanci (DIN 686) rađeni od temper-lijeva, s korakom od 22 do 148 mm, za vlačne sile od 300 do 3 200 N. Ovi lanci se upotrebljavaju isto kod poljoprivrednih strojeva i transportnih uređaja;
- Gallov lanac (DIN 8150 i 8151). Spojnice (lamele) su okretljivo smještene na svornjacima. Uska površina nalijeganja spojnice na svornjak omogućuje brzine samo do 0,5 m/s. Izrađuje se i s više spojnica za dizala i dizalice;
- Valjkasti lanci (DIN 8187) kod kojih su unutarnje spojnice naprešane na tuljke, okretljivo uložene na svornjake. Svornjaci su uprešani u vanjske spojnice, a krajevi raskovani. Time se dobiva zglob tuljak/svornjak (zglobni tuljak). Takvi zglobni tuljci imaju na sebi još kaljene valjke. Lanci s valjcima pogodni su gotovo za sve vrste pogona, pa se zato najviže i upotrebljavaju. Neosjetljivi su prema vanjskim utjecajima. Jednoredni valjkasti lanci nazivaju se simpleks, dvoredni dupleks, a troredni tripleks. Mogu se spajati tako da tvore četveroredne, petoredne i višeredne valjkaste lance. U DIN 8181 standardizirani su valjkasti lanci s dugim člancima za velike razmake osi, a u DIN 8188, dati su valjkasti lanci u inčima (američka izvedba);
- Lanci s tuljkom (DIN 73232) su u stvari valjkasti lanci, ali bez vanjskih valjaka. Zbog toga su lakši od lanaca s valjcima i manje podložni utjecaju centrifugalne sile, tako da mogu raditi s većom brzinom. Pretežno se upotrebljavaju za motorna vozila. Zbog održavanja i trošenja u prihvatljivim granicama, potrebna im je točna i brižljiva obrada lančanika. Osjetljiviji su prema vanjskim utjecajima (prašina i nečistoća) od valjkastih lanaca. U novijim konstrukcijama se ne upotrebljavaju, već se zamjenjuju valjkastim lancima;
- Rotary-lanci (DIN 8182) imaju zakrivljene spojnice, pa se mogu upotrebljavati s proizvoljnim brojem članaka. Zbog zakrivljenosti spojnica ovi su lanci veoma elastični, tako da mogu primati bolje udarna opterećenja;
- Zupčasti lanci (DIN 8190) sa spojnicama u obliku dva trokutasta zuba. Vanjski nosivi bokovi zubi zatvaraju međusobno kut od 60º. Zbog povećanja otpornosti na trošenje, u spojnicama se nalaze kaljeni zglobni tuljci. Da ne bi došlo do bočnog pomicanja zupčastih lanaca, ugrađuju se dodatno vodeće, nenazubljene spojnice (jedna srednja ili dvije vanjske), koje zahvataju u prstenaste utore lančanika. Zupčasti lanci pogodni su za vrlo velike brzine i rade gotovo bešumno (upravljački lanac kod motora s unutarnjim izgaranjem). Skuplji su od svih dosad opisanih lanaca. Za najveće zahtjeve u pogledu otpornosti na trošenje, izrađuju se zupčasti lanci s valjnim zglobovima (bez kliznog gibanja u zglobu!). U uljnoj kupki moguće su brzine lanaca do 30 m/s.
- Specijalni lanci (lanci s tuljkom prema DIN 8164) namijenjeni su naročito grubim vanjskim pogonima. Transportni lanci s tuljkom prema DIN 8165, 8166, 8184 i 8185 upotrebljavaju se za transportne trake, transportne trase, kružna dizala, dizala s upornicom, pokretne stube i slično. Nadalje, postoje višestruki lanci s tuljcima prema DIN 8171 za transportne uređaje, lanci za člankaste konvejere DIN 8175, lanci za lančaste trase DIN 8176 i lanci za stružne konvejere DIN 8177.

#### Pogonski lanci
Pogonski lanci, osim onih od temper-lijeva, izrađuju se od čelika za cementiranje ili čelika za poboljšanje. Trošenje u zglobovima lanca prouzročuje trajnu deformaciju, koja se stalno povećava, a smije da iznosi do 3%. S pogonskim lancima mogu se prenositi velike snage (do 3 750 kW) uz ramjerno velike brzine gibanja (ponekad i do 40 m/s), brojeve okretaja do 5 000 okr/min i visoki stupanj djelovanja. Postoje dva temeljna oblika ovih lanaca, takozvani valjkasti i zupčasti. Međutim, postoje i različite izvedbe ovih temeljnih oblika, na primjer valjkasti lanci s tuljcima. Osim ovih u pogonske lance mogu se još ubrojiti i takozvani lanci sa svornjacima i rastavljivi zglobni lanci.

#### Valjkasti lanci
Tri članka jednog jednostavnog valjkastog lanca prikazana su na slici. Od tih su lijevi i desni unutrašnji, a srednji je vanjski članak. Članke ovih lanaca čine naizmjenično unutrašnje i vanjske lamele međusobno zglobno spojene svornjacima i distancionim tuljcima uprešanim u lamele. Slobodnookretljivi valjci navučeni na tuljke omogućuju kotrljanje na bokovima rubova lančanika. Dvostruki i trostruki lanci iz ove skupine upotrebljavaju se za prenošenje većih snaga. Valjkasti lanci upotrebljavaju se za prenošenje snage uz brzine oko 5 m/s do najviše 18 m/s.
Kod valjkastih lanaca su unutarnje spojnice naprešane na tuljke, okretljivo uložene na svornjake. Svornjaci su uprešani u vanjske spojnice, a krajevi raskovani. Time se dobiva zglob tuljak-svornjak (zglobni tuljak). Takvi zglobni tuljci imaju na sebi još kaljene valjke. Lanci s valjcima pogodni su gotovo za sve vrste pogona, pa se zato najviše i upotrebljavaju. Neosjetljivi su prema vanjskim utjecajima. Jednoredni valjkasti lanci nazivaju se simpleks, dvoredni dupleks, a troredni tripleks. Mogu se spajati tako da tvore četveroredne, petoredne i višeredne valjkaste lance.

#### Valjkasti lanci s tuljcima
Valjkasti lanci s tuljcima ili lanci s tuljkom nemaju slobodnookretljivih valjaka, ali su im svornjaci i tuljci nešto većeg promjera nego u odgovarajućim im valjkastim lancima. Zbog toga kod jednakog koraka valjci s tuljcima podnose veća opterećenja. Međutim, iz razumljivih razloga njihov je šum u radu veći, a njihovi članci brže se troše, pa se u većini slučajeva prakse prednost daje valjkastim lancima. 
Lanci s tuljkom su u biti valjkasti lanci, ali bez vanjskih valjaka. Zbog toga su lakši od lanaca s valjcima i manje podložni utjecaju centrifugalne sile, tako da mogu raditi većom brzinom. Pretežno se upotrebljavaju u gradnji motornih vozila. Zbog održavanja i trošenja u prihvatljivim granicama potrebna im je točna i brižljiva obrada lančanika. Osjetljiviji su prema vanjskim utjecajima (nečistoća i prašina) nego valjkasti lanci. U novim konstrukcijama više se ne upotrebljavaju, već se zamjenjuju valjkastim lancima.

#### Rotary lanci
Rotary lanci imaju zakrivljene spojnice, pa se mogu upotrebljavati s proizvoljnim brojem članaka. Zbog zakrivljenosti spojnica ovi su lanci veoma elastični, tako da mogu bolje primati udarna opterećenja.

#### Zupčasti lanci
Zupčasti lanci se sastoje od dviju vrsta lamela međusobno spojenih svornjacima, jedne dvozubne (u obliku dva trokutasta zuba) i jedne bez zuba. Zbog povećanja otpornosti protiv trošenja (habanja) u spojnicama se nalaze kaljeni zglobni tuljci. Prve, od kojih svaka druga na istom svornjaku pripada susjednom članku, služe za ostvarenje zahvata sa zubima lančanika, druge za održavanje gibanja lanca u okomitoj ravnini i sprečavanje isklizavanja s lančanika (za vođenje). Bokovi profila zuba lamela preko kojih se ostvaruje zahvat ravne su linije koje se međusobno sijeku pod kutom od 60°. Odlika ovih lamela jest u tome što njihovo izlizavanje nema utjecaja na zahvat. Za prenošenje većih snaga upotrebljavaju se zupčani lanci s većim brojem redova takvih lamela. Lamele za vođenje ne moraju se uvijek nalaziti u sredini lanca (tada se govori o zupčanim lancima s unutrašnjim vođenjem), već i s njegovih obiju vanjskih, bočnih strana, kad se govori o zupčanim lancima s vanjskim vođenjem. Zglobni spojevi ovih lanaca izvode se na različite načine. Već klizni zglobni spojevi ovih lanaca mogu biti dosta složeni. Osim toga, danas se izrađuju i zupčani lanci s valjnim zglobnim spojevima; takvi spojevi znatno ograničavaju izlizavanje. 
Konstrukcijska dotjeranost zupčanih lanaca čini ih najkvalitetnijim lancima za prijenos snage, unatoč okolnosti što ima razmjerno veliku težinu. Ovi se lanci obično upotrebljavaju pri brzinama od 5 do 7 m/s, ali je moguće i puno više (u uljnoj kupki moguće su brzine lanaca do 30 m/s). Prednost zupčanih lanaca čine ih isplativim unatoč njihove, zbog skupe izrade, visoke cijene.
Svornjaci, valjci, tuljci i lamele pogonskih valjaka izrađuju se od legiranih čelika bolje kakvoće i zatim cementiraju, ili kale do tvrdoće HRc ≈ 50 - 65, već prema namjeni lanca.

#### Lanci sa svornjacima
Lanci s čeličnim svornjacima imaju članke od temper lijeva, a svornjake od čelika. Rastavljivi zglobni lanci su na slici. Obje ove vrste lanaca dolaze u obzir za upotrebu kao pogonski lanci tamo gdje se radi o manje osjetljivim, grubim pogonima, ispod brzine od 2 m/s (na primjer u poljoprivrednim strojevima i prijevoznim uređajima). Korak im je od 32 do 150 mm za vlačne sile od 1 500 do 12 000 N.

#### Rastavljivi zglobni lanci
Rastavljivi zglobni lanci rađeni su od temper lijeva s korakom od 22 do 148 mm za vlačne sile od 300 do 3 200 N. Ovi se lanci također upotrebljavaju u poljoprivrednim strojevima i prijevoznim uređajima.